# Jaume Sitjó
Jaume Sitjó i Carbonell (Valls, ? - Sant Mateu, 18 de novembre de 1351) va ser bisbe de Lleida (1341-1348) i bisbe de Tortosa (1348-1351).
Nascut a la ciutat de Valls, es va traslladar a Lleida on tenia canònics familiars i va estudiar en el "Estudi General de Lleida".
Després d'una elecció amb alguns retractors, el papa Joan XXII va proclamar una butlla amb la seva nominació com a bisbe de Lleida l'any 1341.
L'any 1343 va ordenar la distribució dels enterraments que es fessin a la catedral de Lleida i al seu claustre: 
- L'interior de la catedral estava reservat per als bisbes, reis, les seves esposes i els seus fills i els fundadors de les capelles.
- Al claustre, la galeria que corresponia als peus de l'església era per als canonges de la ciutat i membres importants de la noblesa.
- La galeria nord per als canonges forasters i els membres destacats de les arts o lleis.
- En un angle del claustre era per al servei comú dels fidels.

Va escriure sobre el Quarto llibre Decretalium un comentari extens amb el títol Cigonina super Quarto llibre Decretalium; del que es conserven dos exemplars, un a la biblioteca capitular de la Seu d'Urgell i un altre a la biblioteca de Feliniana de Lucca. S'havia associat aquest llibre amb la nigromància i se sap que la reina Violant d'Aragó i d'Hongria ho havia sol·licitat "per desfer maleficis".